# Burgstall Birnbaum

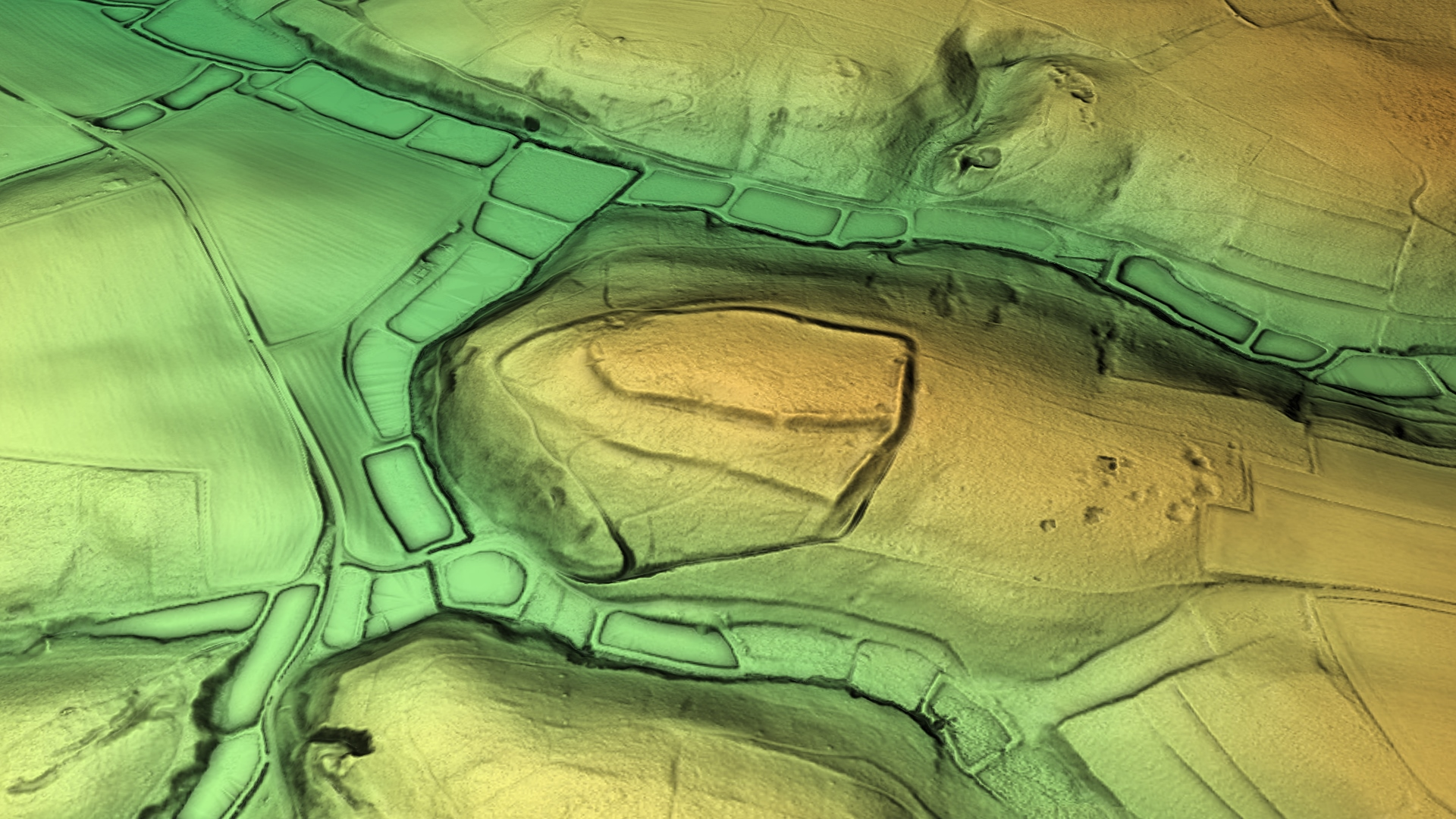
3D-Ansicht des digitalen Geländemodells

Der Burgstall Birnbaum ist eine abgegangene frühmittelalterliche Höhenburg (Wallburg) bei 335 m ü. NHN auf dem sogenannten „Burgstall“ zwischen Kästel und Birnbaum, heutige Gemeindeteile der Gemeinde Gerhardshofen im mittelfränkischen Landkreis Neustadt an der Aisch-Bad Windsheim in Bayern.
Von der ehemaligen Burganlage sind noch Wall- und Grabenreste erhalten.